# 九耳犬
九耳犬是中国传说中的猎犬，有9个耳朵，其耳动时主人打猎就会有所收获。 　　

## 记载
清·屈大均《广东新语·神语·雷神》：“陈时，雷州人陈鉷无子，其业捕猎，家有九耳犬，身灵。凡将猎，卜诸犬耳，一耳动则猎一首，动多则三四耳，少则一二耳。一曰出猎，而九耳俱动。鉷大喜，以为必多得兽矣，有荆棘一区，九耳犬围绕不去。异之，得一巨卵，径尺，携以归，雷雨暴作。卵开，乃一男子，其手有文，左曰雷，右曰州。”